# 傑夫·亨德里克
傑弗里·帕特里克·「傑夫」·亨德里克（英語：Jeffrey Patrick "Jeff" Hendrick；1992年1月31日—）是一位愛爾蘭足球運動員。在場上的位置是中場。曾被英超球隊纽卡斯尔联外借至英冠球隊谢周三。他也代表愛爾蘭國家足球隊參賽。